# タテハモドキ
タテハモドキ（Junonia almana）は、タテハチョウ科に属するチョウの一種。

## 分布
インドからマレー半島周辺、中国から日本まで分布する。IUCN (Müller & Tennent 2011) は本種が定着している国として、カンボジア、中国、インド、インドネシア、ラオス、マレーシア、ミャンマー、フィリピン、シンガポール、スリランカ、台湾、タイ王国、東ティモール、ベトナムを認めている。
分布の北限にあたる日本では近年、分布域が北上していることが知られている。南西諸島における分布は古くから知られていたが、1950年代には鹿児島県に定着し、その後1990年代には熊本県、佐賀県にまで分布域を広げた。植村 & 青嶋 (2017) は、壹岐や対馬などの島嶼部および大分県をのぞく九州6県において、本種が定着、または半定着状態にあるとしている。このような分布の北上にかんしては地球温暖化の影響が大きいと考えられている。また、東京都などの離れた地域でも迷蝶として偶産することがある。

## 形態
成虫の翅表は黄色がかった濃いオレンジ色で、前翅と後翅にはそれぞれ大きさの異なる眼状紋をもつ。本種の属するタテハモドキ属 Junonia においては、季節によって成虫形態に変異が生じる季節多型（英語: seasonal polyphenism）が見られる種が多く、本種にも夏型および秋型、あるいは雨季型および乾季型といった季節型が見られる。季節型は翅型および斑紋が明確に異なる。夏型は前翅外縁に突出部が現れず、翅裏には明瞭な眼状紋が現れるが、秋型は前翅外縁にするどい突出部をもち、翅裏には眼状紋が現れない。季節型の決定には温度と日長が関係しており、このうち日長が主要な季節型決定要因となっていると考えられている。

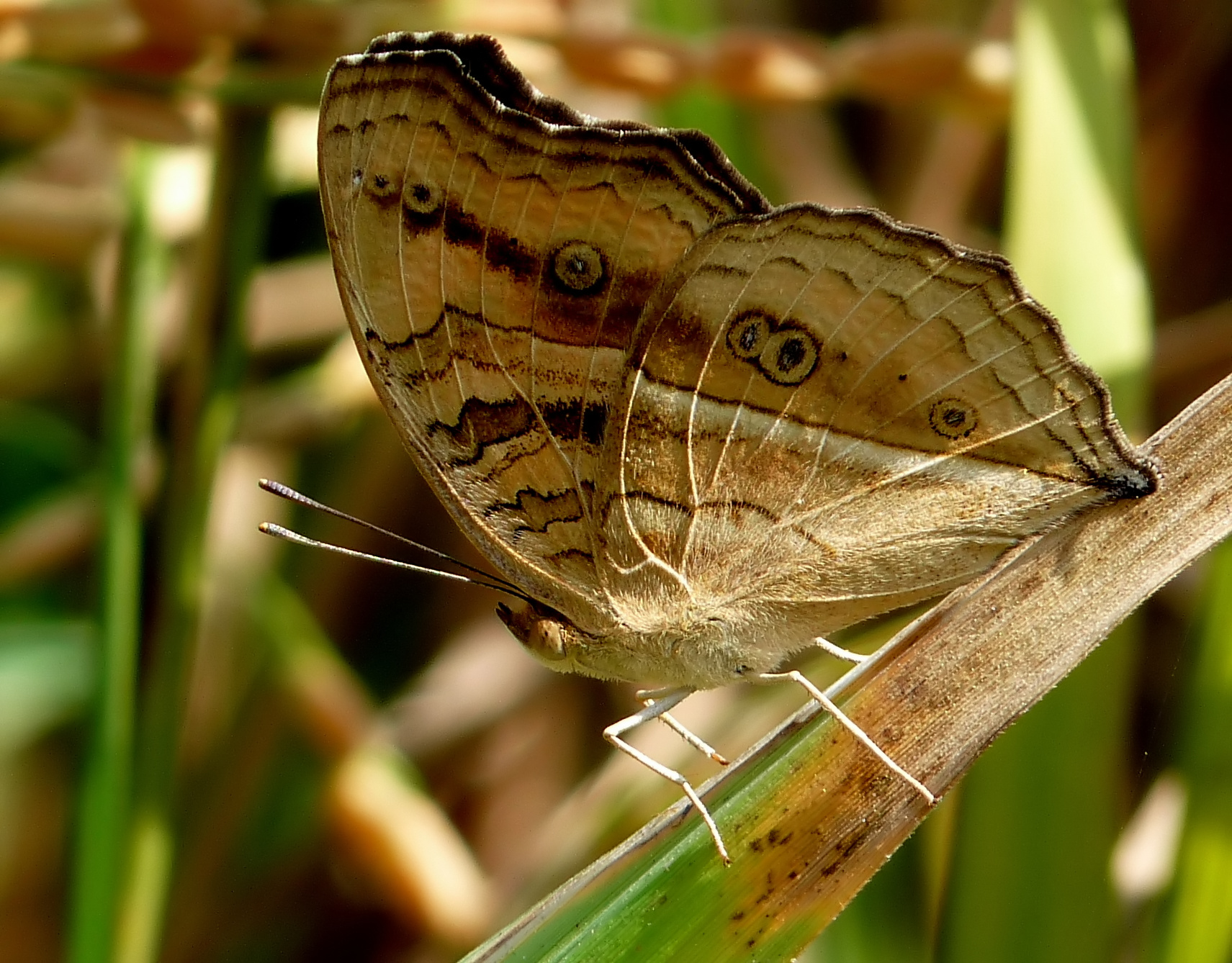
雨季型の翅裏, インド
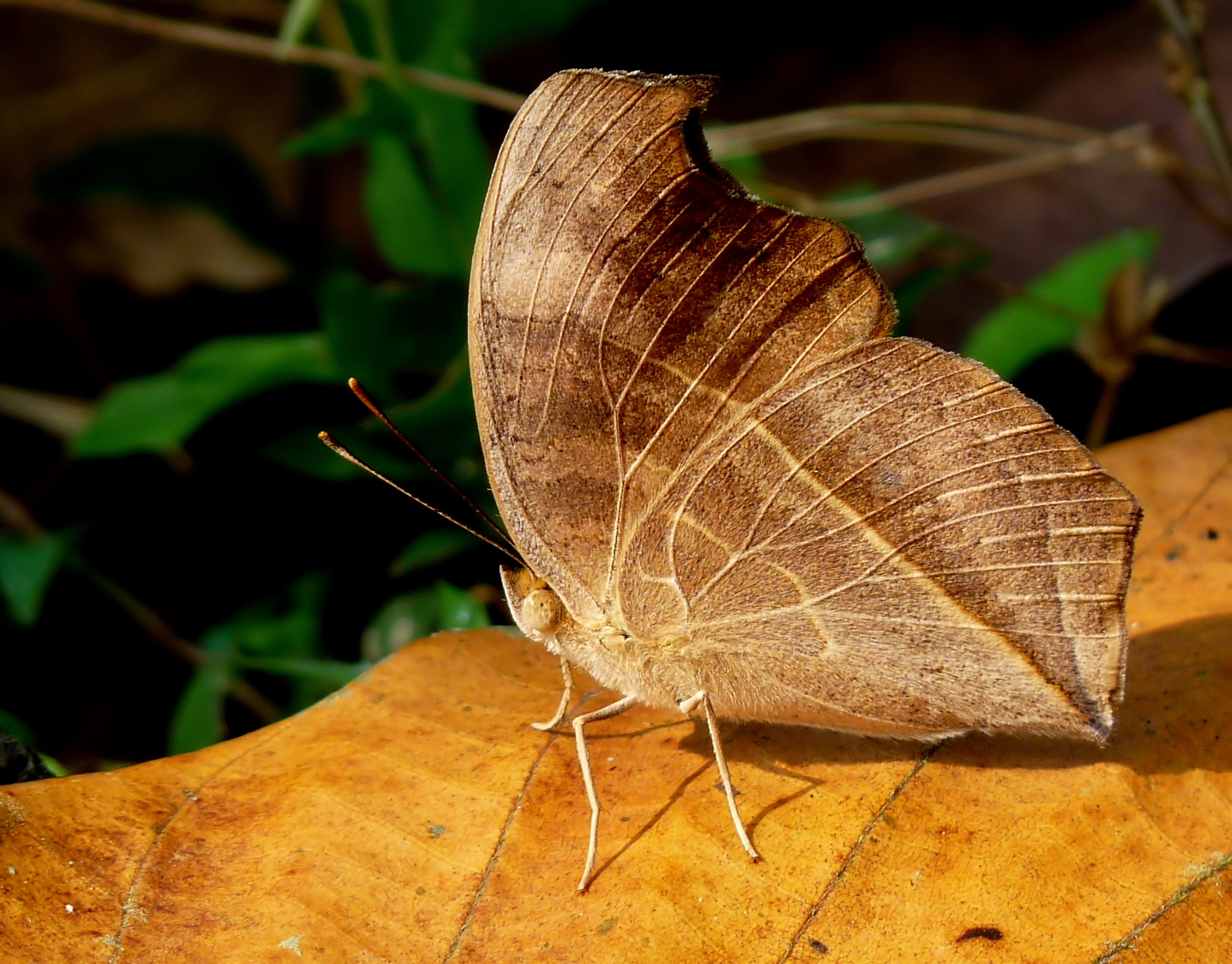
乾季型の翅裏, インド

## 生態
日本では幼虫の食草として、イワダレソウ（クマツヅラ科）、オギノツメ（キツネノマゴ科）、スズメノトウガラシ（ゴマノハグサ科）などが記録されている。
成虫は花から吸蜜するほか、イネ科植物の穂から吸汁する行動が観察されている。また、雌雄ともに好んで吸水する。日本においては成虫で越冬する。

## 人との関係
昆虫施設の放蝶温室でしばしば飼育・展示される。

### 和文
- 猪又, 敏男; 植村, 好延; 矢後, 勝也; 上田, 恭一郎; 神保, 宇嗣 (2010-2013). “Junonia almana タテハモドキ 種名詳細”. 日本産蝶類和名学名便覧. 2016年4月4日時点のオリジナルよりアーカイブ。2021年9月24日閲覧。

- 植村, 好延; 青嶋, 健文 (2017). “日本産蝶類分布表”. やどりが (日本鱗翅学会) 2017 (254):  18-31. doi:10.18984/yadoriga.2017.254_18. ISSN 0513-417X. NAID 130006301707.

- 関, 照信 (1968). “タテハモドキの季節型決定要因 : 予報”. 蝶と蛾 (日本鱗翅学会) 19 (1-2):  1-11. doi:10.18984/lepid.19.1-2_1. ISSN 0024-0974. NAID 110007706835.

- 関, 照信 (1969). “宮崎産タテハモドキの生態学的研究 : II.宮崎平野における周年経過”. 蝶と蛾 (日本鱗翅学会) 20 (1-2):  14-20. doi:10.18984/lepid.20.1-2_14. ISSN 0024-0974. NAID 110007706917.

- 瀬田, 和明 (1997). “生物園でのチョウの飼育”. やどりが (日本鱗翅学会) 1997 (173):  13-22. doi:10.18984/yadoriga.1997.173_13. ISSN 0513-417X. NAID 110007631193.

- 高橋, 昭、田中, 蕃、若林, 守男『カラー自然ガイド 5) 日本の蝶 II』保育社、1973年。

- 松村, 松年『日本昆虫大図鑑』刀江書院、1935年。doi:10.11501/1848949。

- 日本自然保護協会、廣瀬光子、萩原正朗、読売新聞社『「自然しらべ2011 チョウの分布 今・昔」報告書』（PDF）日本自然保護協会〈日本自然保護協会資料集50号〉、2012年。国立国会図書館書誌ID:023971427。

### 英文
- Bingham, C.T. (1905). Butterflies. Fauna of British India, including Ceylon and Burma. I. doi:10.5962/bhl.title.58652

- Müller, C.J.; Tennent, W.J. (2011), “Junonia almana (errata version published in 2021)”, The IUCN Red List of Threatened Species 2011, doi:10.2305/IUCN.UK.2011-2.RLTS.T160318A202210814.en, e.T160318A202210814